# Classique de Saint-Sébastien 2008
La 28e édition de la Classique de Saint-Sébastien a  eu lieu le 2 août 2008. Il s'agit de la dixième épreuve de l'UCI ProTour 2008.

## Parcours
Le parcours de cette édition subit quelques modifications par rapport aux précédentes,. L'ascension de l'Alto de Meagas, située entre l'Alto de Orio et l'Alto de Azkarate, est remplacée par une côte de deuxième catégorie, l'Alto de Garate, plus courte (2,8 km contre 4 km) mais à la pente plus difficile (7,86 % contre 3,3 %). L'Alto de Udana, situé à mi-parcours, demeure le point culminant de l'épreuve. L'Alto de Jaizkibel est la seule difficulté de 1re catégorie. La dernière côte n'est plus l'Alto de Gurutze mais l'Alto de Arkale (2e catégorie).

## Contexte

### UCI ProTour 2008
La Classique de Saint-Sébastien est la dixième épreuve de l'UCI ProTour 2008. Le leader du classement individuel Damiano Cunego est présent au départ.

### Équipes participantes et leaders
Toutes les équipes ProTour sont présentes, y compris la formation Scott-American Beef. Anciennement appelée Saunier Duval-Scott, elle dispute sa première compétition sous ce nom. Les organisateurs du Tour d'Espagne ont décidé de ne pas l'inviter à la suite du contrôle antidopage positif à l'EPO de Riccardo Riccò durant le Tour de France. Seule une équipe continentale professionnelle a été conviée, contre trois en 2007. Il s'agit de la formation Karpin Galicia.

## Récit de la course
Seulement quarante-six coureurs ont terminé la course et six équipes ont marqué des points pour le classement Pro Tour par équipes, la victoire étant revenue à Alejandro Valverde.

## Classement final
| #   | Coureur            | Équipe            |    | Temps           |
| --- | ------------------ | ----------------- | -- | --------------- |
| 1.  | Alejandro Valverde | Caisse d'Épargne  | en | 5 h 29 min 10 s |
| 2.  | Alexandr Kolobnev  | CSC-Saxo Bank     | +  | 0 s             |
| 3.  | Davide Rebellin    | Gerolsteiner      |    | 0 s             |
| 4.  | Paolo Bettini      | Quick Step        |    | 0 s             |
| 5.  | Franco Pellizotti  | Liquigas          |    | 0 s             |
| 6.  | Denis Menchov      | Rabobank          |    | 0 s             |
| 7.  | Samuel Sánchez     | Euskaltel-Euskadi |    | 0 s             |
| 8.  | Stéphane Goubert   | AG2R La Mondiale  |    | 0 s             |
| 9.  | Haimar Zubeldia    | Euskaltel-Euskadi |    | 2 s             |
| 10. | David Moncoutié    | Cofidis           |    | 2 s             |

## Liste des participants[5]
| Liquigas | Astana | Caisse d'Épargne |
| - 01. Kjell Carlström - 02. Roman Kreuziger - 03. Vladimir Miholjević - 04. Vincenzo Nibali - 05. Andrea Noè - 06. Franco Pellizotti - 07. Gorazd Štangelj - 08. Frederik Willems                | - 11. Alberto Contador - 12. José Luis Rubiera - 13. Serguei Ivanov - 14. Sérgio Paulinho - 15. Tomas Vaitkus - 16. Antonio Colom - 17. Daniel Navarro - 18. Benjamín Noval                            | - 21. Alejandro Valverde - 22. Vladimir Karpets - 23. Joaquim Rodríguez - 24. David Arroyo - 25. Pablo Lastras - 26. Alberto Losada - 27. Luis Pasamontes - 28. Xabier Zandio             |
| CSC-Saxo Bank | Scott-American Beef | Silence-Lotto |
| - 31. Carlos Sastre - 32. Andy Schleck - 33. - 34. Chris Anker Sørensen - 35. Alexandr Kolobnev - 36. Íñigo Cuesta - 37. Kurt Asle Arvesen - 38.                                                 | - 41. Juan José Cobo - 42. José Ángel Gómez Marchante - 43. Rubén Lobato - 44. David de la Fuente - 45. Alberto Fernández de la Puebla - 46. Jesús del Nero Montes - 47. Iker Camaño - 48. Josep Jufré | - 51. - 52. Yaroslav Popovych - 53. - 54. Dario Cioni - 55. Bart Dockx - 56. Francis De Greef - 57. Olivier Kaisen - 58. Wim Van Huffel                                                   |
| Rabobank | Gerolsteiner | La Française des jeux |
| - 61. Gerben Löwik - 62. Denis Menchov - 63. Pedro Horrillo - 64. Bauke Mollema - 65. Marc de Maar - 66. Theo Eltink - 67. Dmitry Kozontchuk - 68. William Walker                                | - 71. Davide Rebellin - 72. Volker Ordowski - 73. Stephan Schreck - 74. Markus Fothen - 75. Mathias Frank - 76. Tim Klinger - 77. Matthias Russ - 78. Oliver Zaugg                                     | - 81. Philippe Gilbert - 82. Rémy Di Grégorio - 83. Mickaël Delage - 84. Timothy Gudsell - 85. - 86. Jérémy Roy - 87. - 88. Jussi Veikkanen                                               |
| Euskaltel-Euskadi | Team Columbia | Crédit agricole |
| - 91. Samuel Sánchez - 92. Mikel Astarloza - 93. Haimar Zubeldia - 94. Iñaki Isasi - 95. Rubén Pérez - 96. Alan Pérez Lazaun - 97. Iván Velasco - 98. Gorka Verdugo                              | - 101. Linus Gerdemann - 102. Morris Possoni - 103. Craig Lewis - 104. - 105. Kanstantsin Siutsou - 106. Michael Barry - 107. Edvald Boasson Hagen - 108.                                              | - 111. Éric Berthou - 112. Alexandre Botcharov - 113. Patrice Halgand - 114. Rémi Pauriol - 115. Christophe Le Mével - 116. Yannick Talabardon - 117. - 118. Pierre Rolland               |
| AG2R La Mondiale | Bouygues Telecom | Quick Step |
| - 121. Cyril Dessel - 122. José Luis Arrieta - 123. Rinaldo Nocentini - 124. Hubert Dupont - 125. Christophe Edaleine - 126. Tanel Kangert - 127. Julien Loubet - 128. Stéphane Goubert          | - 131. Thomas Voeckler - 132. Julien Belgy - 133. Dimitri Champion - 134. Giovanni Bernaudeau - 135. Olivier Bonnaire - 136. Arnaud Labbe - 137. Xavier Florencio - 138. Evgeny Sokolov                | - 141. Paolo Bettini - 142. Juan Manuel Gárate - 143. Carlos Barredo - 144. Matteo Carrara - 145. Andrea Tonti - 146. Jurgen Van de Walle - 147. Giovanni Visconti - 148. Maarten Wynants |
| Cofidis | Team Milram | Lampre |
| - 151. Sylvain Chavanel - 152. David Moncoutié - 153. Julien El Fares - 154. Rik Verbrugghe - 155. Bingen Fernández - 156. Amaël Moinard - 157. Nick Nuyens - 158.                               | - 161. Alberto Ongarato - 162. Luca Barla - 163. Markus Eichler - 164. Sergio Ghisalberti - 165. Enrico Poitschke - 166. Elia Rigotto - 167. - 168. Martin Velits                                      | - 171. Damiano Cunego - 172. Alessandro Ballan - 173. Matteo Bono - 174. Paolo Tiralongo - 175. Marzio Bruseghin - 176. Daniele Righi - 177. David Loosli - 178.                          |
| Karpin Galicia | | |
| - 191. David Herrero Llorente - 192. Ezequiel Mosquera - 193. Iban Mayoz - 194. David García Dapena - 195. Gustavo César - 196. Gustavo Domínguez - 197. Serafín Martínez - 198. Eduard Vorganov | | |